# Vidange perdue
Pour plus de détails, voir Fiche technique et Distribution.
Vidange perdue est un film belge réalisé par Geoffrey Enthoven, sorti en 2006. Il reçoit le prix André-Cavens par l’Union de la critique de cinéma (UCC) en 2006.

## Synopsis
Lucien (Nand Buyl) est un homme obstiné. Il a environ 80 ans. Après la mort de sa femme, sa fille Gerda convainc Lucien de s'installer chez elle. Bien sûr, il y a beaucoup de disputes. Son mode de vie interfère avec le reste des résidents. En outre, Lucien néglige de nombreuses demandes de Gerda, car il ne veut pas accepter d’ordres de sa fille.
Après un énième incident, Gerda est surmenée et veut mettre son père dans une maison de repos. À leur grand soulagement, Lucien annonce qu’il ne veut plus rester. Néanmoins, Lucien ne part pas pour la maison de repos ; il a décidé de retourner dans sa propre maison, avec une nouvelle amie. Gerda voit dans ce “nouvel amour” une personne qui prendra l’argent de l’héritage, elle qui a déjà prévu d’acheter un camping-car luxueux pour partir en Espagne.
Lucien avoue à sa petite-fille Julie qu'il n'a pas de nouvelle amie, mais Mathilde, la femme de son meilleur ami Felix, fait le ménage ; ils avaient une liaison alors que la femme de Lucien était encore en vie, mais cela doit rester un secret. Lucien s‘ennuie lorsque Mathilde n’est pas là. Les visites de Julie lui plaisent, mais celle-ci a l'intention de partir un jour en France pour ses études.
Lucien finit par s'intéresser à une nouvelle voisine, Sylvia (Marijke Pinoy). Elle a 46 ans et l'intrigue. Grâce à Sylvia, Lucien se reprend en main. Elle lui apprend à faire le ménage, lui donne des leçons d'informatique... Gerda et Mathilde s'en méfient. Lorsque l'amitié entre Lucien et Sylvia est à son plus haut, Lucien prend une décision décisive à l'avantage de sa propre famille.

## Fiche technique
- Titre français : Vidange perdue
- Réalisation : Geoffrey Enthoven
- Scénario : Geoffrey Enthoven et Jaak Boon
- Photographie : Gerd Schelfhout
- Production : Mariano Vanhoof
- Pays d'origine : Belgique
- Format : Couleurs - 1,85:1 - Stéréo
- Genre : drame
- Durée : 90 minutes
- Date de sortie : 2006

## Distribution
- Nand Buyl : Lucien Knops
- Marijke Pinoy : Sylvia
- Viviane de Muynck : Mathilde
- Geoffrey Enthoven